# Nils Ingevaldsson
Nils Ingevaldsson av Hammersta, troligen död våren 1351, var en svensk medeltida riddare, fogde och hövitsman tillhörig Hammerstaätten. Han var son till riddaren och riksrådet Ingevald Estridsson (omnämnd 1308–1322) och en kvinna med patronymikonet Nilsdotter av Ivar Nilssons ätt.
Nils Ingevaldsson omnämns i samtida brev ibland som en av konungen Magnus Erikssons "radgewara" (rådgivare). Någon gång under 1340-talets senare hälft blev han hövitsman på Stockholms slott och dubbades troligen till riddare mot slutet av detta decennium. Han ägde jord i såväl Uppland som Södermanland och Östergötland.

## Familj
Nils Ingevaldsson var gift två gånger. Den första med en dotter till Erengisle Jonsson (Bååt), och den andra med Katarina Gregersdotter (Läma). I något av dessa äktenskap föddes sonen, lagmannen och riksrådet Erengisle Nilsson d.ä., samt dottern Ramborg Nilsdotter, maka till lagmannen riddare Lars Ulfsson (Ama).